# Anambra

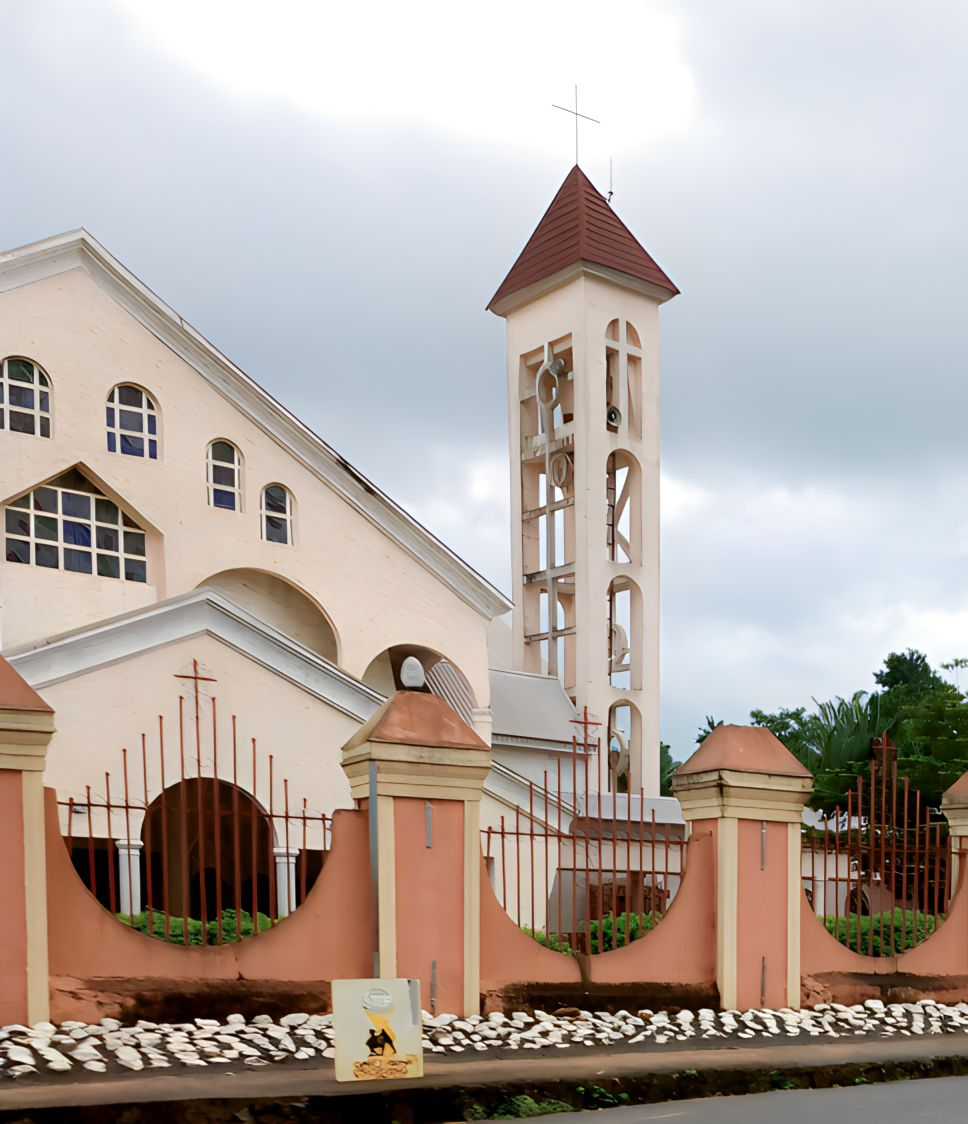
Kościół katolicki w Ozubulu.

Anambra – stan w południowej części Nigerii.
Sąsiaduje ze stanami Imo, Abia, Enugu, Kogi, Edo, Delta i Rivers. Jego stolicą jest Awka. Na jego terenie znajduje się także jedna z największych metropolii Afryki – Onitsha. Został utworzony w 1976, lecz w 1991 odłączono od niego stan Enugu. Jest zamieszkany przeważnie przez członków ludu Ibo i wyznawców chrześcijaństwa.
W 2003 miała miejsce próba obalenia miejscowego rządu. Mieszkańcy stanu są dobrymi przemysłowcami, przedsiębiorcami i rzemieślnikami. Znani są lokalni kowale i rzeźbiarze. Na terenie stanu mają swe siedziby uczelnie: Nnamdi Azikwe University (Awka), Federal Polytechnic (Oko), College of Education (Nsugbe), College of Agriculture (Igbanam).

## Podział administracyjny
Stan podzielony jest na 21 lokalnych obszarów administracyjnych:
| - Aguata - Awka Północna - Awka Południowa - Anambra Wschodnia - Anambra Zachodnia - Anaocha - Ayamelum - Dunukofia | - Ekwusigo - Idemili Północna - Idemili Południowa - Ihiala - Njikoka - Nnewi Północna - Nnewi Południowa - Ogbaru | - Onitsha Północna - Onitsha Południowa - Orumba Północna - Orumba Południowa - Oyi |